# Urbino
Urbino és una ciutat de les Marques, a Itàlia, província de Pesaro i Urbino, amb uns 20.000 habitants. És a la vall mitjana del riu Metauro a uns 451 m d'altitud. Està inscrita a la llista del Patrimoni de la Humanitat de la UNESCO des de l'any 1998.

## Història
Al segle iv aC s'hi van assentar els gals sènons i al segle següent va passar a domini romà i fou coneguda com a Urbinum Metaurense per ser a la vall del Metaurus. S'esmenta en la batalla de Sentino el 295 aC, contra els picens. El 207 aC es va lliurar a la seva rodalia la batalla del Metauro contra el cartaginès Asdrubal.
Fou municipi durant la república i l'imperi.
Al final de l'Imperi va passar als gots i fou ocupada pel romà d'Orient Belisari el 538 després d'un setge. Sota els romans d'Orient va formar part de la Pentàpolis Annonària (Fossombrone, Iesi, Cagli, Gubbio i Urbino)
Després va caure en mans dels llombards, que la van perdre enfront dels francs que el 756 la van cedir al papa.
Vers finals del segle X la comuna va adquirir poder i fou governada per algunes de les principals famílies juntament amb el bisbe de la ciutat.

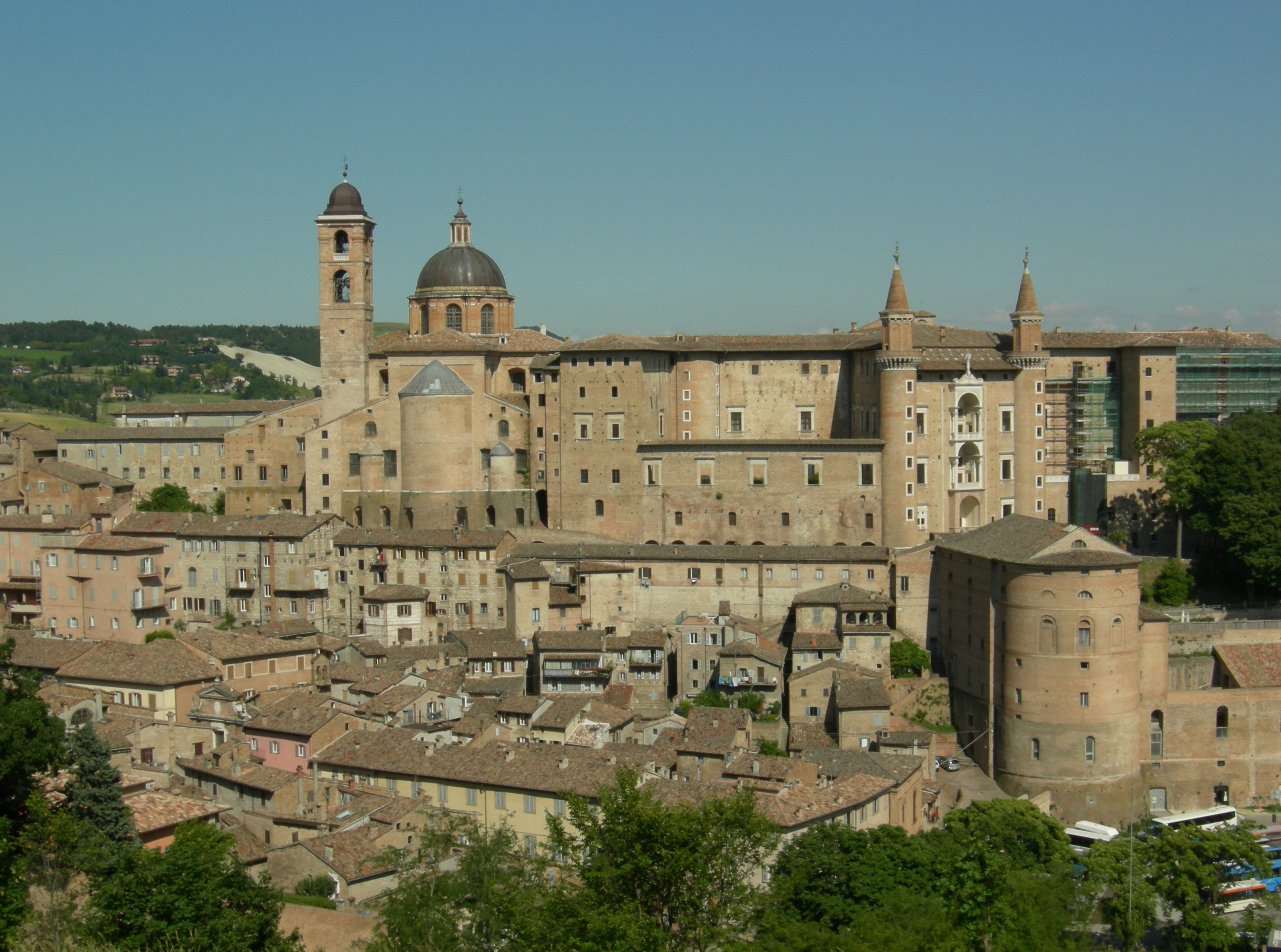
Palazzo Ducale i Catedral d'Urbino

El 1155 fou infeudada a la família Montefeltro comtes de Carpegna, que foren senyors i després (1213) comtes d'Urbino. Frederic Montefeltro fou nomenat duc el 1474 pel Papa Sixte IV. El domini dels Montefeltro es va acabar el 1508 i el Papa Juli II la va cedir al seu nebot i hereu legítim Francesc Maria I della Rovere. El domini dels "della Rovere" va acabar de fet el 1626 amb la mort del jove duc hereu Frederic Ubald, i la ciutat va tornar a l'Església (governada pel Papa Urbà VIII) amb l'excusa de decidir la successió; aviat va obtenir la renúncia dels drets al ducat per part de la família dels Medici. Francesc Maria II della Rovere va morir el 28 d'abril de 1631 i el 10 de juliol el legat pontifici es va fer càrrec del govern.
- Per la senyoria i comtat d'Urbino vegeu: Montefeltro
- Per el ducat vegeu: Ducat d'Urbino i Della Rovere

Des de llavors la ciutat va entrar en decadència. Giovanni Francesco Albani nascut a Urbino fou elegit Papa amb el nom de Climent XI (1700-1721).
El maig de 1796 el Papa va signar l'armistici amb els francesos que poc després van ocupar l'antic ducat d'Urbino (1797): Als poc mesos el poble es va revoltar i els francesos van evacuar el territori que va tornar al papa, fins que el 1798 fou part de la República Romana. El 1808 fou incorporat al Regne napoleònic d'Itàlia. Va tornar al papa el 1814.
El 1831 la ciutat es va revoltar i fou part del "Governo provvisorio delle Province unite italiane" (les Marques i Romanya) que fou derrotat per la intervenció dels austríacs.
Ell 1860 fou ocupada pels italians dirigits pel piemontès Cialdini i el 1861 van quedar unides les províncies de Pesaro i Urbino.
El 1944 fou ocupada pels alemanys fins que el 28 d'agost del 1944 fou ocupada per la III companyia india del VIII exèrcit angloamericà.

## Llista de comtes i ducs d'Urbino

### Comtes d'Urbino
- Bonconte I Montefeltro vers 1226-1242
- Montefeltrano I Montefeltro 1242-1252 i podestà vers 1252
- Guiu I Montefeltro 1252-1266
- Tadeu I Montefeltro 1266-1282
- Guiu I Montefeltro (segona vegada) 1282-1283
- Al Papa 1283-1293
- Guiu I Montefeltro (tercera vegada) 1293-1296
- Frederic I Montefeltro 1296-1322
- Revolució 1322-1323
- Siginolf I Montefeltro conegut per Nolfo I 1322-1354
- Cardenal Albornoz 1354-1355
- Siginolf I Montefeltro (segona vegada) 1355-1359
- Cardenal Albornoz 1359-1364
- Frederic II Paolo Novello Montefeltro 1359-1370 (comte titular)
- Antoni I Montefeltro 1364-1369
- Al Papa 1369-1376
- Antoni II Montefeltro (segona vegada) 1376-1404
- Guidantonio I Montefeltro 1404-1419
- Ducat des de 1419

### Ducs d'Urbino de la família Montefeltro
- Guidantonio I Montefeltro 1419-1443, duc vitalici el 1419
- Oddo Antonio II Montefeltro 1443-1444, duc hereditari el 1443
- Frederic III Montefeltro 1444-1482, duc el 1444, duc hereditari el 1474
- Guidobald I Montefeltro (fill) 1482-1502
- A Cèsar Borja 1502-1503
- Guidobald I Montefeltro (segona vegada) 1503-1508
- Joana de Montefeltro, 1508, casada amb Joan della Rovere

### Duc d'Urbino de la família della Rovere
- Francesc Maria I della Rovere 1508-1514
- Llorenç I (II) Medicis 1514-1517
- Francesc Maria I della Rovere (segona vegada) 1517
- Llorenç I (II) Medicis 1517-1519
- Francesc Maria I della Rovere (tercera vegada) 1519-1538
- Guidobald II della Rovere (fill) 1538-1574
- Francesc Maria II della Rovere (fill) 1574-1623
- Frederic Ubald della Rovere (fill) 1623-1625
- Francesc Maria II della Rovere (segona vegada) 1625-1626 (+1631)
- Victòria della Rovere (filla de Frederic Ubald) 1626-1631
- Al Papat 1631